# Grösseltjärnen
Grösseltjärnen är en sjö i Skellefteå kommun i Västerbotten och ingår i Mångbyån-Kålabodaåns kustområde. Sjön har en area på 0,0441 kvadratkilometer och ligger 1,1 meter över havet.

## Delavrinningsområde
Grösseltjärnen ingår i det delavrinningsområde (714501-176565) som SMHI kallar för Rinner mot S Bottenvikens kustvatten. Medelhöjden är 16 meter över havet och ytan är 10,18 kvadratkilometer. Det finns inga avrinningsområden uppströms utan avrinningsområdet är högsta punkten. Avrinningsområdets utflöde mynnar i havet, utan att ha någon enskild mynningsplats. Avrinningsområdet består mestadels av skog (95 procent). Avrinningsområdet har 0,17 kvadratkilometer vattenytor vilket ger det en sjöprocent på 1,7 procent.